# Sam Houser
Sam Houser född 1971 i London är en engelsk datorspelsproducent. 
Sam Houser startade företaget Rockstar Games tillsammans med Terry Donovan, Jamie King, Gary Foreman och sin yngre bror Dan Houser som alla är datorspelsutvecklare.

## Spel
- 2013 Grand Theft Auto V (exekutiv producent)
- 2010 Red Dead Redemption (exekutiv producent)
- 2009 Grand Theft Auto: Chinatown Wars (exekutiv producent)
- 2008 Grand Theft Auto IV (exekutiv producent)
- 2007 Manhunt 2 (exekutiv producent)
- 2006 Bully (exekutiv producent)
- 2006 Grand Theft Auto: Vice City Stories (exekutiv producent)
- 2005 Grand Theft Auto: Liberty City Stories (exekutiv producent)
- 2005 The Warriors (exekutiv producent)
- 2005 Midnight Club 3: DUB Edition (exekutiv producent)
- 2004 Grand Theft Auto: San Andreas (executive producent)
- 2004 Grand Theft Auto Advance (exekutiv producent)
- 2003 Manhunt (exekutiv producent)
- 2003 Max Payne 2: The Fall of Max Payne (exekutiv producent)
- 2002 Grand Theft Auto: Vice City (exekutiv producent)
- 2002 Mafia: The City of Lost Heaven (exekutiv producent; Take Two)
- 2002 Duke Nukem Advance (exekutiv producent: Take Two)
- 2001 Grand Theft Auto III (exekutiv producent)
- 2001 Max Payne (exekutiv producent)
- 2001 Spec Ops: Ranger Elite (exekutiv producent; Take Two)
- 2001 KISS Pinball (exekutiv producent; Take Two)
- 2001 Oni (exekutiv producent: Rockstar Games)
- 2000 Smuggler's Run (exekutiv producent)
- 2000 Grudge Warriors (exekutiv producent)
- 2000 Spec Ops: Stealth Patrol (exekutiv producent; Take Two)
- 1999 Skate and Destroy (exekutiv producent)
- 1999 Grand Theft Auto 2 (exekutiv producent) (Skådespelare: Monk in Stepvan) (Regissör)
- 1999 Grand Theft Auto: London, 1969 (exekutiv producent)
- 1997 Grand Theft Auto (exekutiv producent)